# 团林苗族乡
团林苗族乡，是中华人民共和国四川省宜宾市筠连县下辖的一个乡镇级行政单位。

## 行政区划
团林苗族乡下辖以下地区：
杉新村、长岭村、华新村、大埂村、香樟村、新阳村、新中村和火花村。